# RijnGouwelijn

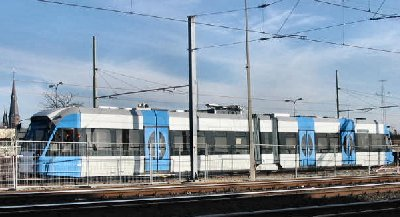
Lightrailvoertuig van HTM voor de lightrailproef van de RijnGouwelijn in 2003, hier nog in de kleuren van Storstockholms Lokaltrafik (SL)

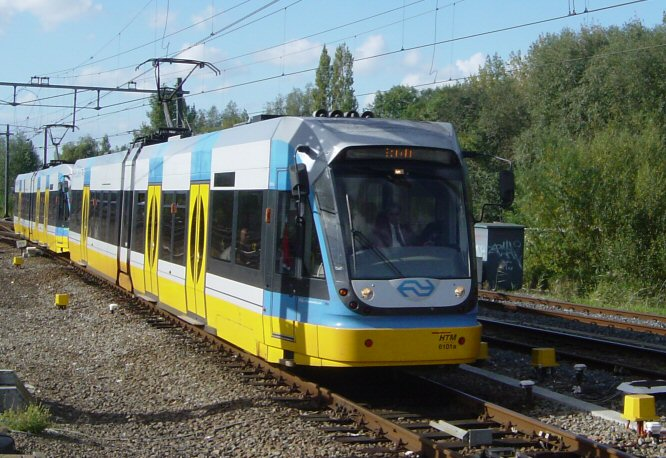
Twee A32-trams in de NS-kleurstelling

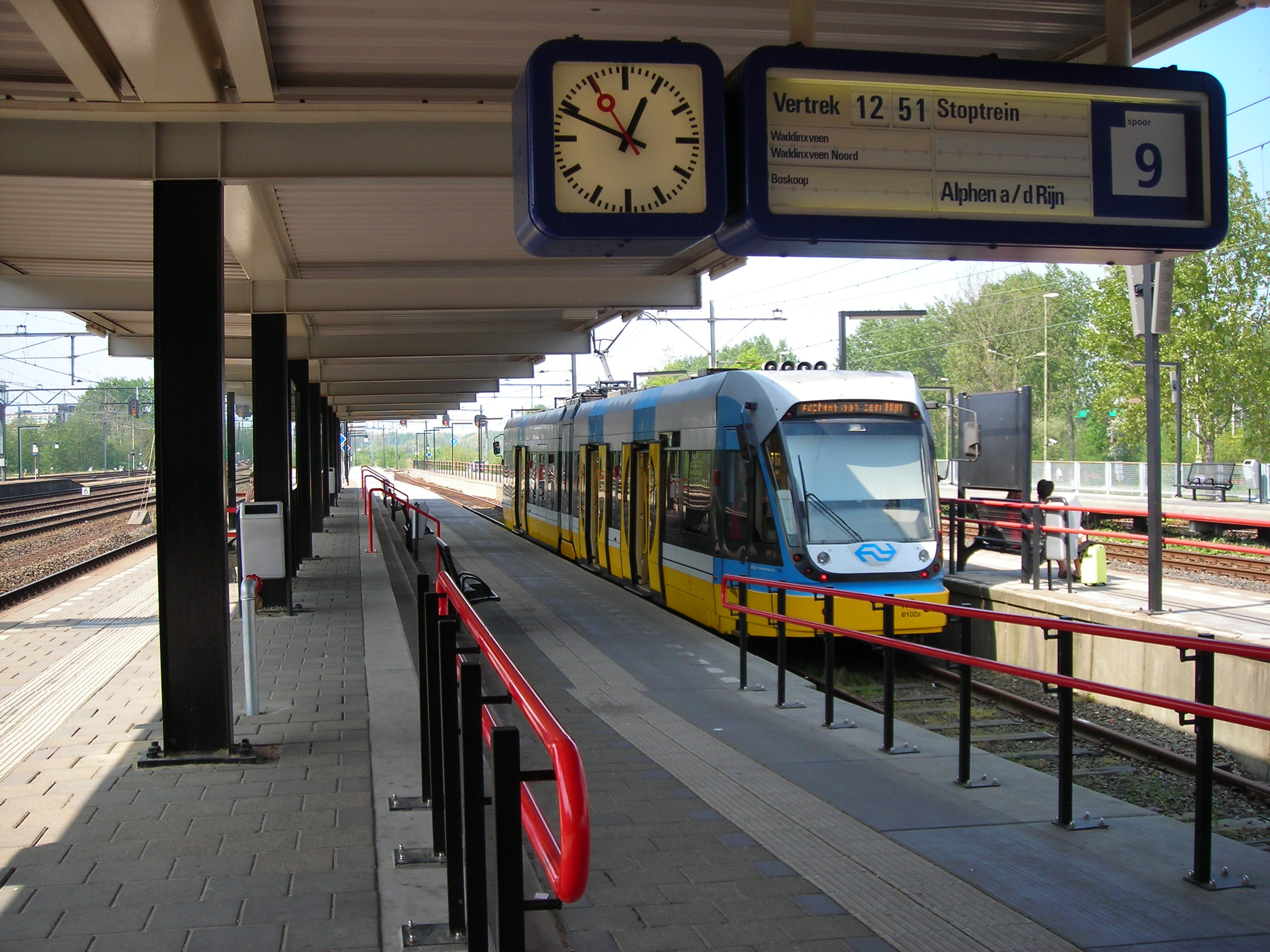
Een A32-tram klaar voor vertrek op Station Gouda

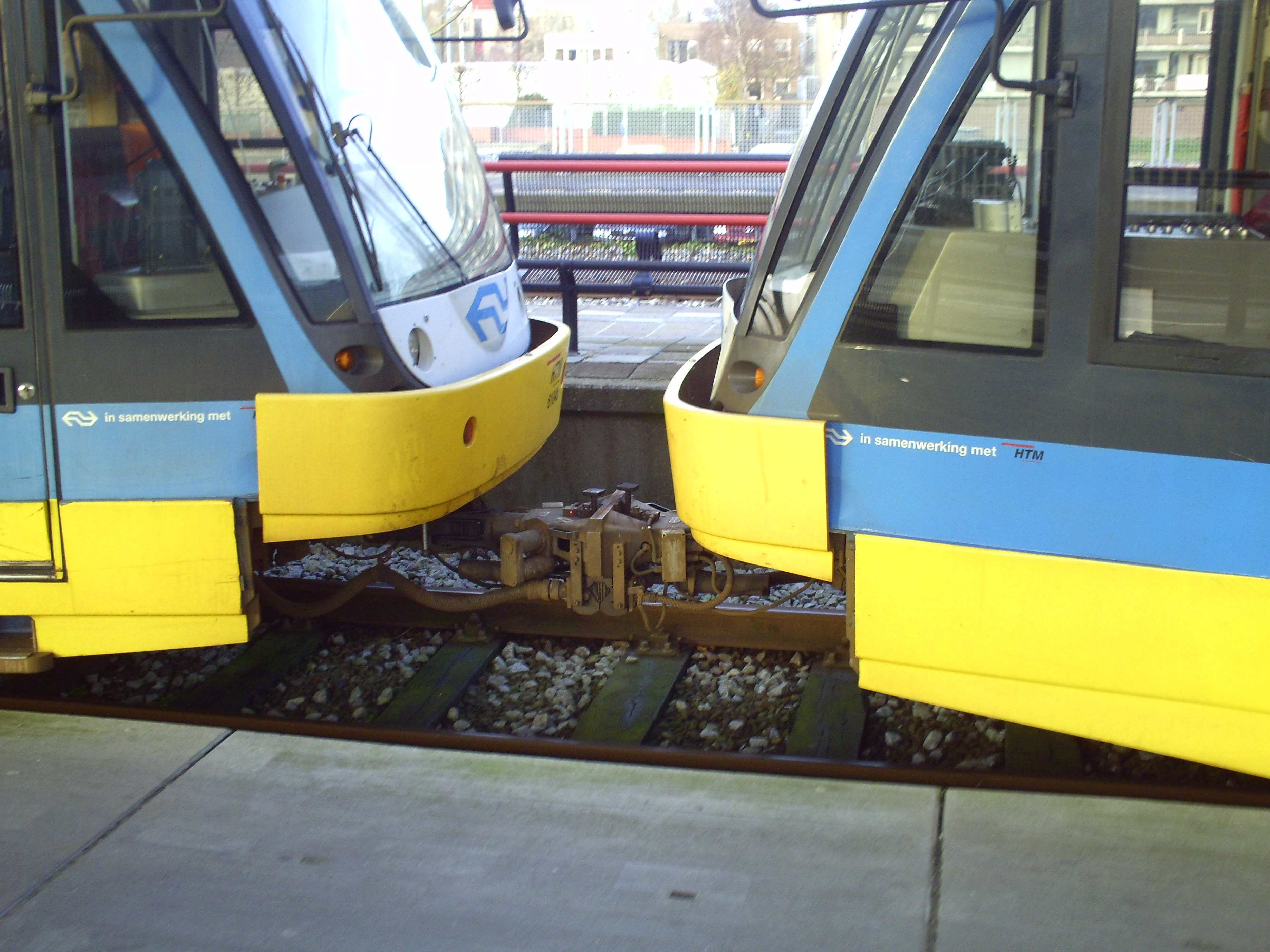
Twee gekoppelde A32-trams op Station Gouda

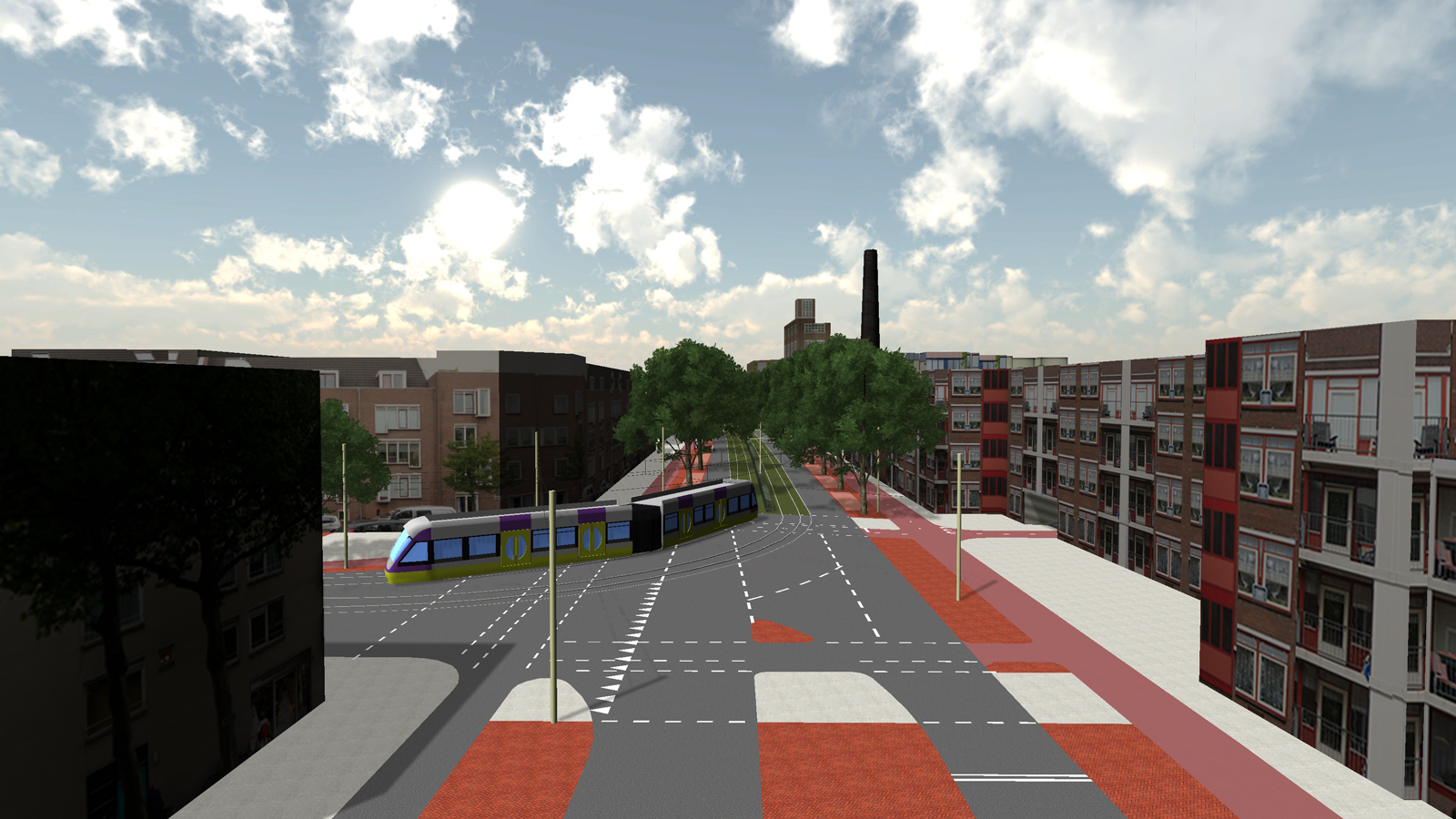
Visualisatie (Kruising Hooigracht-Langegracht) van de route die de provincie Zuid-Holland met de gemeente Leiden in 2008 is overeengekomen.

De RijnGouwelijn, afgekort RGL, was een project voor hoogwaardig openbaar vervoer in de vorm van een tramtrein in het noorden van de provincie Zuid-Holland, geïnitieerd door de provincie.
Het eerste ontwerp voor de RijnGouwelijn verscheen rond 1990. Uitgangspunt was het realiseren van één doorgaande lightrailverbinding van Gouda via Alphen aan den Rijn en de binnenstad van Leiden naar de kust (Katwijk en Noordwijk). De bedoeling was dat hiermee het sterk groeiende en steeds vaker vastlopende autoverkeer in de regio teruggedrongen zou worden.
Het project was omstreden en kende een lange geschiedenis van protesten onder de bevolking en bestuurlijk gepalaver. Ook konden de benodigde financiële middelen niet bijeengebracht worden. In april 2011 koos een nieuwe provinciale coalitie voor het uitwerken van een nieuw, minder kostbaar plan met railvervoer over bestaand spoor op het traject Gouda – Leiden, en een vrije busbaan van Leiden naar de kust; de laatste met de mogelijkheid van ‘vertramming’ op termijn.
Op 15 mei 2012 besloot Gedeputeerde Staten van de provincie Zuid-Holland de RijnGouweLijn definitief niet aan te leggen. In plaats hiervan zou het HOV-net Zuid-Holland Noord worden gerealiseerd. In 2021 bleek er toch weer een plan te zijn voor een tramverbinding tussen Leiden en de kust. Het idee voor een sneltram werd in 2022 ook geopperd, als regiotram onder meer naar Valkenburg en Katwijk.

## Opzet
De RGL was oorspronkelijk beoogd als de eerste verbinding in Nederland waarbij lightrailvoertuigen (LRV's, een tram-trein versie) deels gebruikmaken van een eigen tramnet en deels over het spoorwegnet rijden, zoals dit in het buitenland, bijvoorbeeld in Karlsruhe en Saarbrücken in Duitsland al het geval is. Van 2003 tot 2009 reed er als proef lightrail op de spoorlijn Gouda - Alphen aan den Rijn.
Het project was opgesplitst in twee deelprojecten: RGL-Oost (Gouda - Leiden Transferium 't Schouw A44) en RGL-West (Leiden Transferium 't Schouw A44 - Katwijk / Noordwijk). De oplevering van beide deeltrajecten stond gepland voor eind 2015. Onzekerheid over de financiële steun van de Rijksoverheid zorgde mede voor uitstel en uiteindelijk voor afstel.

## Geschiedenis
Lang voordat er sprake was van lightrailplannen, zijn er tramlijnen geweest die een deel van de verbindingen hebben verzorgd die voorzien waren voor de RijnGouwelijn. In Leiden hebben tot 1960-61 de trams gereden van de Blauwe Tram en de Gele Tram naar onder meer Den Haag, Katwijk en Noordwijk. Deze lijnen kwamen dus voor een deel overeen met de plannen voor de RijnGouwelijn, inclusief tramsporen door de Breestraat in Leiden en de Tramstraat in Katwijk. In de jaren 60, 70 en 80 werden vaak plannen geopperd om de tram terug te laten keren op de vroegere trajecten van de Blauwe en Gele Tram. De eerste ideeën voor de RGL zijn ontstaan aan het eind van de jaren 80.
Als bedenker geldt Boudewijn Leeuwenburgh, de toenmalige districtschef van NZH. Aanvankelijk dacht men aan een klein tramnetwerk in de agglomeratie Leiden, als oplossing voor de bussencongestie op de Breestraat. Daar de spoorlijn Gouda - Alphen aan den Rijn bedreigd werd met opheffing, ontstond het plan, deze geschikt te maken voor de trams van de RGL, en een doorgaande tramverbinding van Gouda naar de kust in het leven te roepen. Deze lijn had dan deel uit moeten maken van een veel groter opgezet lightrailnetwerk, en zijtakken moeten krijgen naar Leiderdorp, de Alphense wijk Ridderveld en Schiphol. Ook is vaak voorgesteld, de RGL te koppelen aan RandstadRail, bijvoorbeeld door het aanleggen van het traject Leiden - Zoetermeer en / of Leiden - Leidschendam-Voorburg via Voorschoten. Deze ideeën zijn nooit verder uitgewerkt en werden op de lange baan geschoven.

### Verzet
Tegen het RGL-plan kwam in Leiden al snel verzet. Een deel van het verzet kwam van groeperingen die in de tram vooral een gevaar zagen voor fietsers en voetgangers. Verder was er kritiek op de hoge aanlegkosten van het project: in de jaren 90 werd het begroot voor 450 miljoen gulden; in 2007 was het bedrag gestegen tot 470 miljoen euro. Ook vreesde men ingrijpende bezuinigingen op het stads- en streekbusnet. Verder heerste er twijfel aan de effectiviteit van de RGL. De critici waren voorstander van uitbreiding van het treinverkeer op de spoorlijn Leiden - Utrecht en investeringen in vrije busbanen op het traject Leiden - Katwijk / Noordwijk. Ook de Leidse afdeling van reizigersvereniging ROVER behoorde tot de critici. Steun voor de plannen kwam er vooral van de Universiteit Leiden, van het ROC Leiden en van een gedeelte van de winkeliers in het centrum. Ook vanuit de ondernemers was er via het Leidse Ondernemersfonds steun voor de lijn.
In het najaar van 2009 gaf staatssecretaris van Verkeer en Waterstaat Tineke Huizinga te kennen €45 miljoen te willen meebetalen aan de lijn tot Katwijk. Voor Noordwijk zag zij meer mogelijkheden in busvervoer.
In april 2011 opperde minister Melanie Schultz van Haegen van Infrastructuur en Milieu, RGL-West uit te voeren als busbaan met de mogelijkheid van latere 'vertramming'. Op 21 april 2011 is in het hoofdlijnenakkoord van het nieuwe college van Gedeputeerde Staten van Zuid-Holland, bestaande uit vertegenwoordigers van VVD, D66, SP en CDA, de suggestie van Schultz van Haegen overgenomen. Bovendien heeft het college besloten, het oostelijk deel, Gouda - Leiden Centraal, op bestaand spoor te realiseren. Daarmee was het idee van een tramtracé door de binnenstad van Leiden van de baan. In de periode augustus - oktober 2011 bleek echter uit overleg van verkeersgedeputeerde Ingrid de Bondt (VVD) met een regionale stuurgroep dat de plannen voor een vertramde busbaan weleens te duur zouden kunnen uitvallen. Er werden zes varianten opgesteld, die eind oktober 2011 gepresenteerd hadden zullen worden. Daarbij kwam ook een tram door het centrum van Leiden opnieuw in beeld, zij het dan als stadstram en niet als lightrail. Presentatie van deze RGL-varianten is echter uitgebleven.
In mei 2012 werd bekend dat de RijnGouwelijn definitief van de baan was. In plaats hiervan zal het HOV-net Zuid-Holland Noord worden gerealiseerd. Dit omvat een frequentere treinverbinding tussen Leiden en Utrecht, een lighttrain tussen Gouda en Alphen en zeven hoogwaardige buslijnen volgens het concept van R-net.

## RGL-Oost
Het traject tussen Gouda en Leiden, de RGL-Oost, was bij de voorbereiding gepland om in 2005 in gebruik genomen te worden. Dit werd aanvankelijk opgeschort tot 2007. Daarna werd in de planning opgenomen dat de RGL-Oost tussen Gouda en Alphen aan den Rijn een kwartiersdienst zou gaan rijden vanaf eind 2012, en dat de gehele RGL-oost eind 2015 gereed zou zijn, tegelijk met RGL-West.

### Gouda – Alphen aan den Rijn – Leiden
De lightrailvoertuigen reden van 2003 tot 2009 bij wijze van experiment op de bestaande spoorlijn tussen station Gouda en station Alphen aan den Rijn. Dit gebeurde binnen de NS-dienstregeling (zie verder onder RGL-proef). De RGL zou na 2015 vervolgens verder doorgegaan zijn over de spoorlijn Woerden - Leiden naar station Leiden Lammenschans. Daartoe zou in de periode 2012-2014 de spoorlijn Alphen aan den Rijn - Leiden Lammenschans geheel dubbelsporig gemaakt worden. In Zoeterwoude-Rijndijk zou een remisecomplex gebouwd worden op de Elfenbaan, een voormalig natuurgebied, ingeklemd tussen de spoorbaan en de N11.

### Door Leiden

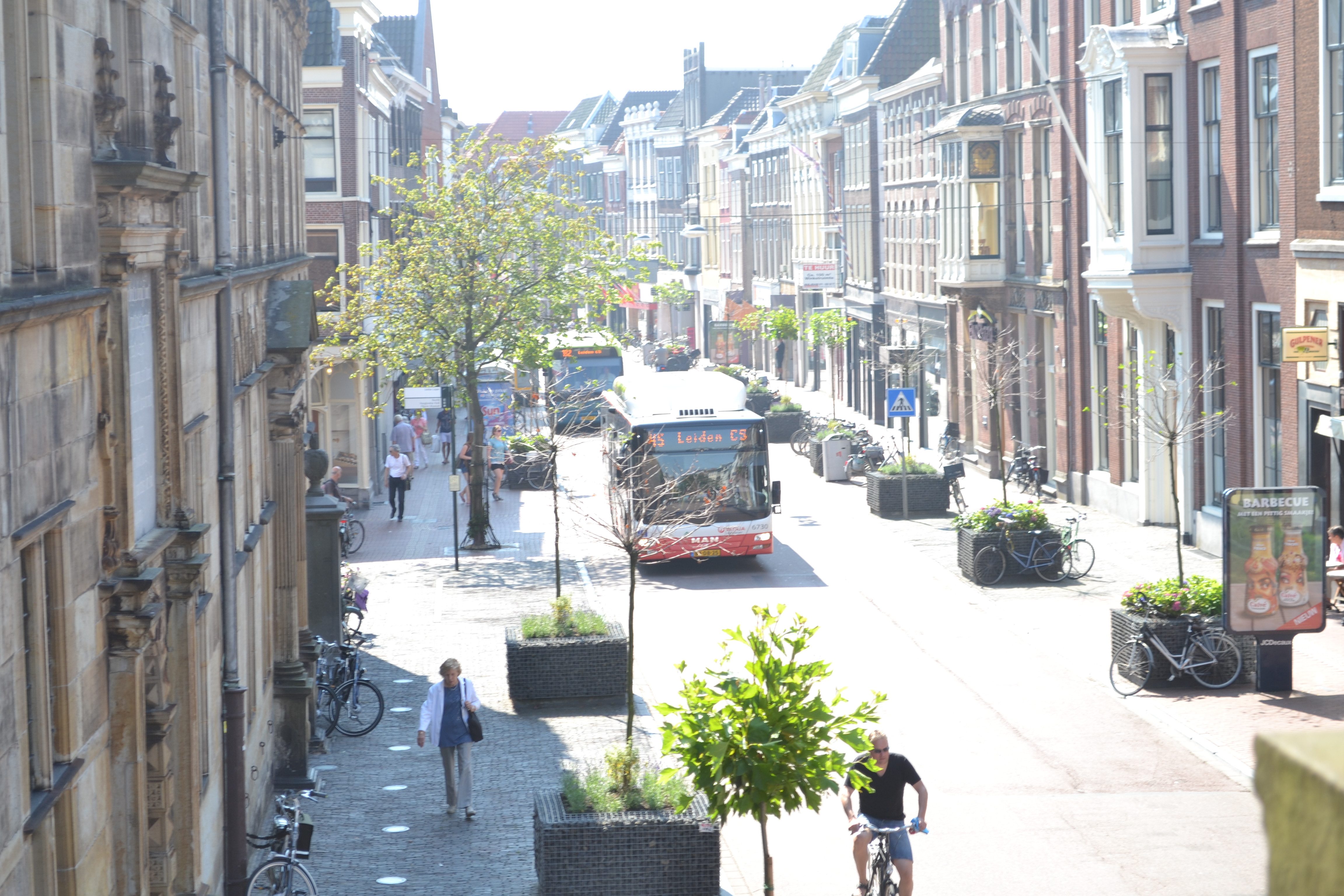
Twee bussen in de Breestraat. In de daluren rijden hier 60 bussen per uur per richting, als de RGL aangelegd zou zijn zouden hier 16 trams per uur rijden.

In het oorspronkelijke plan was het de bedoeling dat de RGL na Leiden Lammenschans aftakte van de spoorlijn en verder zou rijden als "tram" door de binnenstad naar station Leiden Centraal. Dit traject was omstreden, vooral in verband met verkeersveiligheid, kosten en gevolgen voor het busnetwerk en fietsers. De bezwaren van veel Leidenaren richtten zich met name tegen het oorspronkelijke tracévoorstel, waarin de tram via een deels enkelsporig traject over de Breestraat zou rijden. Daarom zijn er naast het oorspronkelijke plan diverse alternatieve plannen ontwikkeld. In een van die alternatieven zou de RGL over het bestaande tracé van de spoorlijn blijven rijden tot aan Leiden Centraal, of tot een punt nabij dit station. De spoorweg zou dan verdubbeld worden, en wellicht worden verplaatst naar een betonnen viaduct boven de huidige spoorbaan.
Toen vast kwam te staan dat dergelijke alternatieve plannen drie tot vier keer zo duur zouden zijn, werd het oorspronkelijke traject door de Leidse binnenstad weer actueel. Op 7 maart 2007 werd in de gemeente Leiden een referendum gehouden over de komst van de RGL naar Leiden (een specifiek tracé werd niet genoemd in de referendumvraag). 69% van de Leidenaren stemde 'nee' tegen het voorstel. Dienovereenkomstig wees de gemeente de RGL af, maar de provincie Zuid-Holland gaf aan dat de RijnGouwelijn een regionaal project was en wilde de tramlijn toch aanleggen. Dat was de aanleiding voor een meerderheid van de Leidse politiek om in 2008 toch akkoord te gaan met de RGL, zij het over een alternatief traject Hooigracht / Langegracht. In april 2010 werd echter met een nieuw college dit akkoord weer opengebroken
 en in oktober 2010 staakte Leiden het verzet. Zie meer onder Discussie over de RGL in de binnenstad van Leiden (2005-2010)
Door de keuze voor het Hooigracht/Langegracht-tracé veranderde ook de route naar en bij Leiden Centraal. Waar de tram in de eerste plannen via de Steenstraat/2e Binnenvestgracht en Stationsweg van en naar het station zou gaan, zou hij nu over de Lammermarkt en het Schuttersveld gaan rijden.
In de in 2010 gepresenteerde stedenbouwkundige visie van Leiden zou de tram niet door de Joop Walenkamptunnel, maar door de Rijnsburgertunnel de spoorlijn kruisen, waardoor de taxistandplaats en fietsenstalling niet hoefden te verdwijnen.
Na station Leiden Centraal zou de lijn via het Leids Universitair Medisch Centrum en het Bio Science Park het Transferium 't Schouw bereiken.

### Haltes op de RGL-Oost
Op het traject Station Gouda - Leiden Transferium waren de volgende haltes gepland (enkele daarvan bestaan reeds als spoorwegstation; enkele andere zullen alsnog aangelegd worden in het kader van de nieuwe OV-plannen van de provincie):
- Gouda (bestaand)
- Gouda Goudse Poort
- Waddinxveen Triangel of Waddinxveen Zuid (gerealiseerd in 2018)
- Waddinxveen (bestaand)
- Waddinxveen Noord (bestaand)
- Boskoop Snijdelwijk (gerealiseerd in 2017)
- Boskoop (bestaand)
- Alphen aan den Rijn (bestaand)
- Alphen aan den Rijn West
- Hazerswoude-Koudekerk (gepland)
- Zoeterwoude Smeetsweg
- Zoeterwoude Meerburg
- Leiden ROC Lammenschans
- Leiden Lammenschansweg
- Leiden Hogewoerd
- Leiden Haarlemmerstraat
- Leiden Lammermarkt
- Leiden Centraal Station
- Leiden LUMC
- Leiden Hogeschool
- Leiden Bio Science Park
- Leiden Transferium A44

### Werkzaamheden
Langs het spoortraject Gouda - Alphen aan den Rijn zijn in 2009 voorbereidende werkzaamheden uitgevoerd, zoals het verleggen van kabels en leidingen. Vergelijkbare werkzaamheden vonden in 2010 plaats op het trajectgedeelte Alphen aan den Rijn - Leiden Lammenschans. Op het vernieuwde station Alphen aan den Rijn is voorzien in een verhoogd spoor, zodat er lagevloertrams kunnen halteren langs hetzelfde perron als de treinen. Ter hoogte van de Bomenbuurt, ten westen van station Alphen aan den Rijn, was een rangeerspoor gepland.
In de periode september - november 2011 werd er opnieuw gewerkt aan de spoorlijn Gouda - Alphen aan den Rijn, hoewel er toen al grote onzekerheid bestond over het doorgaan van de RGL. Zo werd een groot deel van het spoor en de bovenleiding vervangen, en is begonnen met de bouw van het station Boskoop Snijdelwijk.

## RGL West
Vanaf Transferium 't Schouw A44 zou de RGL verdergaan als sneltram naar Katwijk aan den Rijn, waarna het geplande traject zich splitste in een tak naar Katwijk aan Zee en een naar Noordwijk. Om dit voorkeurtracé vast te leggen werd er eind 2005 een bestuursovereenkomst gesloten tussen alle deelnemende gemeenten behalve Leiden om een deel van de totale kosten te verdelen. Het rijk betaalt een groot deel van de aanlegkosten, evenals de provincie. De verdeling van mogelijke meerkosten bij kostenoverschrijdingen werd in de verschillende bestuursovereenkomsten geregeld. De provincie draagt alle risico's wat betreft de exploitatie van de lijn.
De westelijke tak van de RGL zou ook van belang zijn voor de ontsluiting van de te bouwen nieuwbouwlocatie op het voormalige vliegkamp Valkenburg.
In Katwijk en Noordwijk rees veel verzet tegen de tramplannen, zowel onder de bevolking als in de gemeentebesturen. In beide gemeenten zag men de tram liever niet in de dorpskernen. Voor Noordwijk mocht hij wel eindigen bij de ESTEC op de grens met Katwijk. Later kwam deze gemeente met een alternatief voorstel, waarbij de RGL langs Noordwijk-Binnen zou rijden naar station Voorhout en het te realiseren station Sassenheim. In Katwijk was men tegen de aftakking naar Katwijk aan Zee. Beide gemeenten kregen de tram echter opgelegd door het Provinciebestuur, zoals Leiden eerder al was overkomen. In de herfst van 2009 bleek de staatssecretaris wel 45 miljoen euro van het Rijk ter beschikking te stellen voor de lijn tot Katwijk, maar niet tot Noordwijk. Er is nog een 'gat' van 55 miljoen euro, waarvoor nog een oplossing gevonden moet worden.
In juni 2009 werd het voorkeurstracé door de Provinciale Staten van Zuid-Holland goedgekeurd. Zowel Noordwijk als Katwijk zouden een trambaan krijgen tot aan de kust. De Provincie kwam wel tegemoet aan de wens van Katwijk om de lijn niet te laten rijden over de Boulevard maar te laten eindigen in de Badstraat.

### Haltes op de RGL-West
Op het voorkeurstracé waren de volgende haltes gepland:
- Leiden Leeuwenhoek
- Transferium 't Schouw A44
- 2 haltes in de te realiseren woonwijk op het voormalige Vliegkamp Valkenburg
- Katwijk N206/Molentuinweg
- Katwijk Raadhuis
- Katwijk Biltlaan/Hoornesplein
- Katwijk Biltlaan/De Krom
- Katwijk Schorpioen/ESTEC
- Noordwijk Herenweg/Beeklaan
- Noordwijk Gooweg/Schiestraat
- Noordwijk Gooweg/Van Berckelweg
- Noordwijk Van de Mortelstraat
- Noordwijk Duinweg
- Noordwijk Vuurtorenplein
- Noordwijk Palaceplein

Op de zijtak naar Katwijk aan Zee:
- Katwijk Raadhuis
- Katwijk Duinoord
- Katwijk Tramstraat
- Katwijk Badstraat

## Aantal reizigers
In de jaren 90 leerden optimistische berekeningen dat per dag circa 78.000 reizigers gebruik zouden gaan maken van de RGL (het gehele traject Gouda - Katwijk / Noordwijk). Ondanks de negatieve gevolgen voor het busnetwerk verwachtten voorstanders van de RGL dat de bereikbaarheid van de Leidse binnenstad sterk zal verbeteren. Een tracé door het centrum van Leiden zou echter betekenen dat de reistijd voor mensen die een bestemming buiten Leiden hebben, aanzienlijk zou worden verlengd, en dit heeft repercussies voor de reizigersprognoses. Deze schattingen werden telkens teruggebracht. De meest recente prognose noemde een aantal van 49.000 passagiers. Vervoerbedrijven, kandidaten voor een concessie, achtten deze schatting ook nog zeer optimistisch. Op het traject Leiden - Katwijk / Noordwijk zou nauwelijks nog winst behaald kunnen worden ten opzichte van het huidige busnet.

## Discussie over de RGL in de binnenstad van Leiden (2002-2010)

### Eerste bestuursovereenkomst Zuid-Holland - Leiden (2002)
In 2002 gingen de gemeente Leiden en de Provincie Zuid-Holland de eerste overeenkomst aan tot aanleg van de RGL door Leiden. Verkeerswethouder Alexander Pechtold (D66) kreeg destijds bijna de hele Leidse gemeenteraad achter zijn voorstel. Alleen de ChristenUniefractie stemde tegen vanwege de grote vervoerskundige en financiële onzekerheden van het project.

### RGL in Netwerk (2005)
In augustus 2005 was deze lijn, het doortrekken ervan naar de kust en vooral het plan om de RGL door de binnenstad van Leiden te laten rijden, een onderwerp in het actualiteitenprogramma Netwerk. Getwijfeld werd aan de financiële haalbaarheid. Hierbij werd zelfs de term kleine Betuwelijn gebruikt. Tevens werd aandacht besteed aan de verkeersveiligheid en de vraag waarom deze lijn niet aangesloten zou worden op andere nieuwe spoornetwerken als RandstadRail.
Naast een pleitbezorger van de RGL, de toenmalige Leidse D66-wethouder Hessing, kwamen in de uitzending vertegenwoordigers van diverse groeperingen aan het woord die hevige bezwaren hadden tegen de RGL en/of het traject door Leiden. Onder meer de Fietsersbond, de Leidse afdeling van reizigersvereniging ROVER, de, speciaal in verband met deze kwestie opgerichte, stichting STOOMLeiden en diverse politieke partijen achtten de RGL (door de Leidse binnenstad) zeer onwenselijk. Volgens hen kwam de verkeersveiligheid in het geding en/of was het project financieel onhaalbaar.

### Bestuurlijke overeenkomst (2005)
Eind november 2005 was er een tweede bestuurlijke overeenkomst goedgekeurd door de Leidse gemeenteraad. Deze tweede bestuursovereenkomst regelde de verantwoordelijkheden tussen de provincie Zuid-Holland en de gemeente Leiden over het traject door de Leidse binnenstad. Hierin stond dat waar eerst door een groot deel van het centrum dubbelspoor was gepland, er nu mogelijk enkelspoor zou komen. Daarnaast zouden op een deel van het tracé gescheiden sporen komen (heen aan de ene kant van een groot plein met enkele huizen, route terug aan de andere kant). Met de nieuwe bestuursovereenkomst kwam ook vast te staan dat er veel grotere kosten gemoeid zouden zijn met het project dan de eerst beraamde 16,7 miljoen euro in Leiden. In de laatste ramingen werd ervan uitgegaan dat het deel in Leiden zeker 35,5 miljoen euro zou gaan kosten. De grootste kosten lagen in aanpassingen of geheel vernieuwen van bruggen, verleggen of verstevigen van riolering.
Deze tweede bestuursovereenkomst is, vanwege de aanvullende voorwaarden die de Leidse gemeenteraad stelde, nooit door de beide partijen ondertekend. De eerste bestuursovereenkomst is per 1 juli 2006 verlopen.

### Referendum (2007)
In het verleden is herhaaldelijk sprake geweest van een referendum omtrent de RGL onder de Leidse bevolking. In 2002 werd een dergelijk referendum tegengehouden door het toenmalige college, waarin Alexander Pechtold (D66) verkeerswethouder was. Het linkse college van PvdA, SP, GL en CU, dat in 2006 aantrad, besloot echter tot een referendum op 7 maart 2007. De referendumvraag luidde: "Wilt u dat de gemeente Leiden meewerkt aan de RijnGouwelijn door Leiden?". Vooraf werd bepaald dat de uitslag van dat referendum voor de college-partijen bindend zou zijn bij een opkomst groter dan 30%. Na telling van de stemmen bleek 68,9% van de stemmers tegen de komst van de RijnGouwelijn door Leiden. De opkomst bedroeg 54,6%.

### Politieke gevolgen (2007)
Het referendum kreeg in oktober 2007 politieke gevolgen toen bleek dat het zittende college toch met de provincie wilde onderhandelen. PvdA, ChristenUnie en GroenLinks stelden zich op het standpunt dat met het referendum alleen het tracé via de Breestraat was verworpen. De SP, gesteund door enkele oppositiepartijen, legde de referendumuitspraak breder uit; in de vraagstelling was immers geen tracé opgenomen. Uiteindelijk besloot de SP de coalitie te verlaten. Hoewel de overblijvende partijen eerst nog meenden als rompcoalitie verder te kunnen, bleek al snel dat ze niet op steun vanuit de gemeenteraad konden rekenen.
Op provinciaal niveau had Gedeputeerde Staten (GS) inmiddels voorgesteld de doorzettingsmacht toe te passen. Met die via een in 2006 doorgevoerde wijziging van de Wet ruimtelijke ordening verkregen mogelijkheid kan een Provincie een lagere overheid buitenspel zetten. Gezien de zware eisen voor het gebruik van deze doorzettingsmacht is het de vraag of het gebruik ervan succesvol zou zijn. Echter, nog voordat de doorzettingsmacht daadwerkelijk ingezet werd, koos een meerderheid van de Leidse gemeenteraad (PvdA, VVD, CDA en GroenLinks) ervoor de uitslag van het referendum te negeren en akkoord te gaan met de aanleg van de RijnGouwelijn.

### Ommezwaai (2007)
Op 18 december 2007 presenteerde een nieuw college van PvdA, VVD, GroenLinks en CDA zijn coalitieplannen. De RGL werd daarin als een gegeven beschouwd. Voor PvdA, VVD en GroenLinks paste dit binnen hun verkiezingsprogramma, voor het CDA echter niet. Hierover zei de partij eerder in een brief aan haar leden "De stad loopt [...] het risico dat [ze] na mogelijk jarenlange, kostbare procedures in het ongelijk wordt gesteld".

### Tracé langs de Hooigracht/Langegracht (2008)
Tegen juli 2008 bereikten de stad Leiden en provincie Zuid-Holland een principeovereenkomst. Volgens deze overeenkomst zou de tram via Hooigracht en Langegracht rijden. Dit traject was 500 meter langer en zou daardoor duurder uitvallen. Het voordeel ervan was het feit dat de trambaan geheel dubbelsporig uitgevoerd kon worden. De doorstroming zou worden gegarandeerd door het autoluw maken van de route, en dat zou dan weer mogelijk gemaakt worden door de aanleg van een ringweg ten oosten van het centrum. De werkzaamheden in de binnenstad zouden beginnen in 2014, na voltooiing van die ringweg.
Uiteindelijk, na een jaar touwtrekken en vele miljoenen extra, gaven zowel de Provincie als de Gemeenteraad in november 2008 hun fiat voor het tracé via de Hooigracht/Langegracht. Eerder was afgesproken dat het tracé via de Hooigracht niet duurder mocht zijn dan 91 miljoen euro. Na onderzoek op technische haalbaarheid en kosten kwam de raming op 88,3 miljoen, wat bijna 40 miljoen duurder was dan het Breestraattracé. Hiermee was wat de provincie betreft die laatste van de baan.

### Nieuw verzet (2010)
Vrijwel onmiddellijk na de gemeenteraadsverkiezingen van 2010, waarbij D66 de grootste partij in Leiden werd, ontstond een conflict tussen de gemeente Leiden en de provincie Zuid-Holland. Het op 28 april 2010 geïnstalleerde college van D66-, CDA-, VVD- en SP-wethouders verwees de oude overeenkomst met de provincie naar de prullenbak. In de geest van het referendum van 2007 zou het college niet meewerken aan de Rijn-Gouwelijn. Op dezelfde dag dat het college aantrad, spraken Provinciale Staten zich uit tegen uitstel van de RGL en tegen nadere onderhandelingen over de tramroute door Leiden. Alle middelen zouden worden aangewend om de trambaan zonder vertraging aan te leggen door Leiden. De provincie dacht aan een inpassingsplan, waarmee gemeentelijke bestemmingsplannen 'overruled' kunnen worden. Daarbij kwam het eerder afgewezen tracé door de Breestraat ook weer in zicht. Verkeersgedeputeerde Asje van Dijk (CDA) verklaarde dat eventuele extra kosten op de gemeente zouden worden verhaald. In juni 2010 stelde de gemeente de Adviescommissie Hoogwaardig Openbaar Vervoer Leiden in, bestaande uit D66-prominent Boele Staal, bestuursrechtsgeleerde Ben Schueler en econometrist Peter Nijkamp. Deze moest onder meer onderzoeken welke juridische en financiële gevolgen het conflict met de provincie zou kunnen hebben. D66 presenteerde inmiddels haar eigen juridische bevindingen waarin gesteld werd dat de gemeente op een "juridisch solide" wijze de overeenkomst zou kunnen opzeggen. D66 presenteerde hierbij negen 'opzegopties'.
De Universiteit Leiden mengde zich in het conflict. Zij achtte bereikbaarheid per tram cruciaal voor het uitvoeren van haar toekomstplannen, en had daarom haar beleid gebaseerd op de komst van de RGL. Rector Paul van der Heijden dreigde de gemeente voor de rechter te slepen als zij de tram zou tegenhouden.
In september 2010 bracht de Adviescommissie haar rapport uit aan B & W van Leiden, onder de titel Sleutel tot een stap voorwaarts. Zij was van oordeel "dat niet meewerken aan of ontbinding van de bestuursovereenkomsten bestuurlijk niet wenselijk noch noodzakelijk is en juridisch niet haalbaar is". De gemeente Leiden zou moeten meewerken aan het realiseren van de RijnGouwelijn en de regie moeten nemen over inpassing over haar grondgebied. Hoewel de commissie onderkende dat recente ruimtelijke, economische en vervoerskundige ontwikkelingen voldoende aanleiding voor de gemeente Leiden zouden vormen om het bestuurlijke gesprek met de provincie Zuid-Holland aan te gaan, zag zij onvoldoende juridische grond voor ontbinding van de afgesloten bestuursovereenkomsten. De commissie adviseerde de gemeente verder een Milieueffectrapportage te laten plaatsvinden op het gehele tracé van de RGL, alvorens een bestemmingsplan vast te stellen voor de trambaan.
Op 5 oktober 2010 maakten B&W van de gemeente Leiden bekend hun verzet tegen de RGL te staken, conform het advies van de Commissie-Staal, en een milieuonderzoek te laten verrichten. Daarbij kwamen twee eerder afgekeurde RGL-varianten opnieuw in beeld: de Breestraatvariant en de variant via bestaand spoor tussen station Leiden Lammenschans en Leiden Centraal. Gedeputeerde Van Dijk verklaarde op 13 oktober 2010 dat de provincie de voorgestelde milieueffectrapportage zelf ging uitvoeren, al achtte hij de bestaand-spoorvariant 'niet bespreekbaar'. In februari 2011 begon de provincie met de voorbereidingen voor deze milieueffectrapportage, die voor het einde van 2011 voltooid had moeten zijn.
Op 30 oktober 2010 meldde NRC Handelsblad dat gedeputeerde Asje van Dijk overwoog het project aan te melden voor de Crisis- en herstelwet. Hiermee zouden volgens hem gemeenten "überhaupt geen bezwaren meer kunnen maken".
Het boek Rijdende treinen en gepasseerde stations van de hoogleraren Jouke de Vries en Paul Bordewijk beschrijft het besluitvormingsproces rond de RijnGouweLijn als een klassiek geval van tunnelvisie bij de overheid.

### Nieuwe plannen (2011)
Door de nieuwe plannen van het in 2011 aangetreden college van Gedeputeerde Staten, was de tram door de binnenstad van Leiden van de baan, en daarmee ook het slepende bestuurlijke conflict daarover. Tegenstanders van een trambaan door de binnenstad reageerden met opluchting op de plannen. Deze zouden echter ook kunnen leiden tot schadeclaims van gemeenten uit de regio en andere instanties die geïnvesteerd hebben in de oorspronkelijke tramplannen, zoals het ROC Leiden en de Universiteit Leiden. Bovendien zal de intensivering van het trein- en tramverkeer langs de bestaande route - waar in 2011 dicht bij het spoor woningen in aanbouw zijn - dure geluidswerende voorzieningen noodzakelijk maken.

## RGL-proef

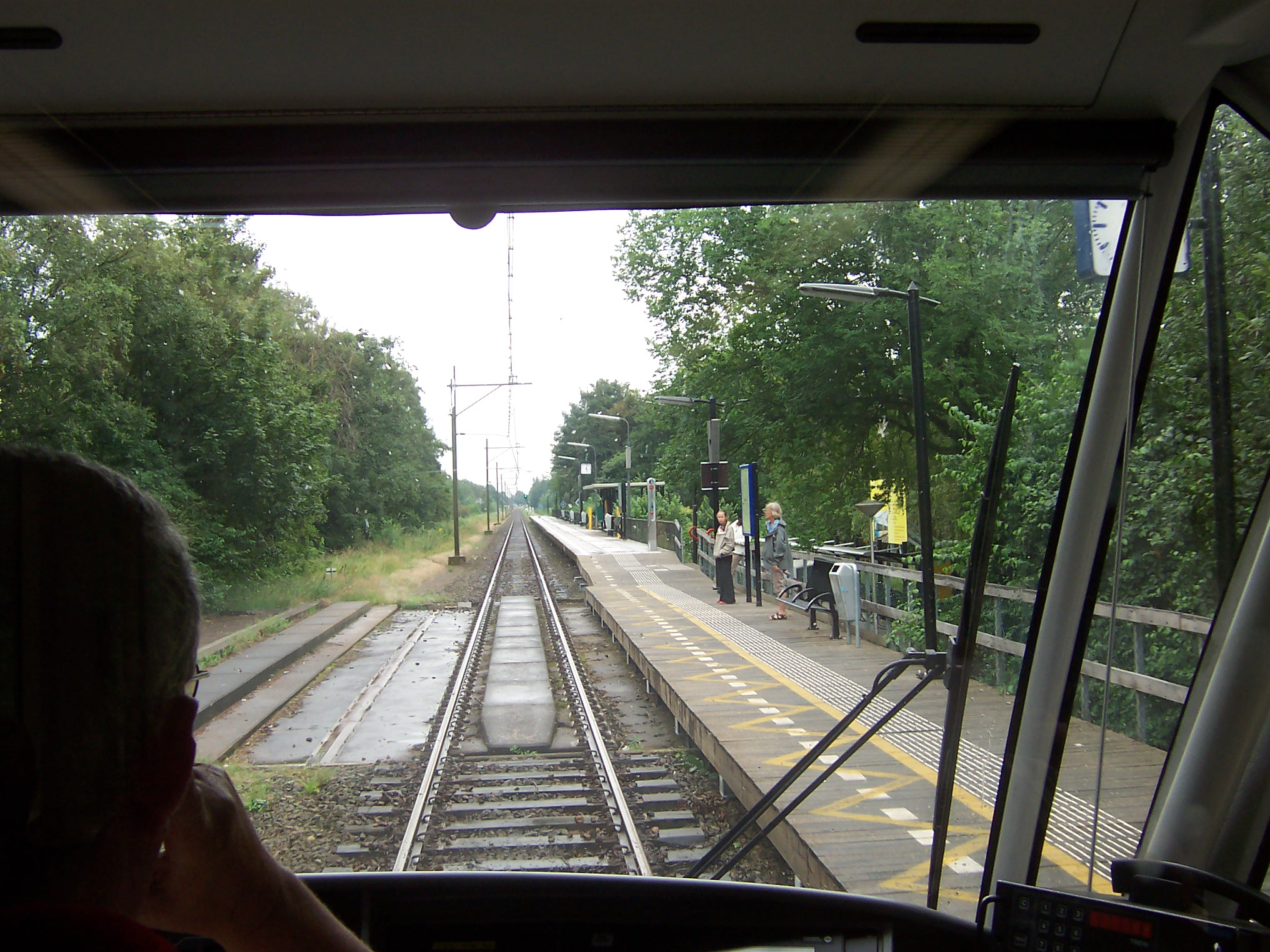
Zicht vanuit de cabine van de tram op station Waddinxveen Noord, hier is het verschil tussen de hoge en lage perrons zichtbaar.

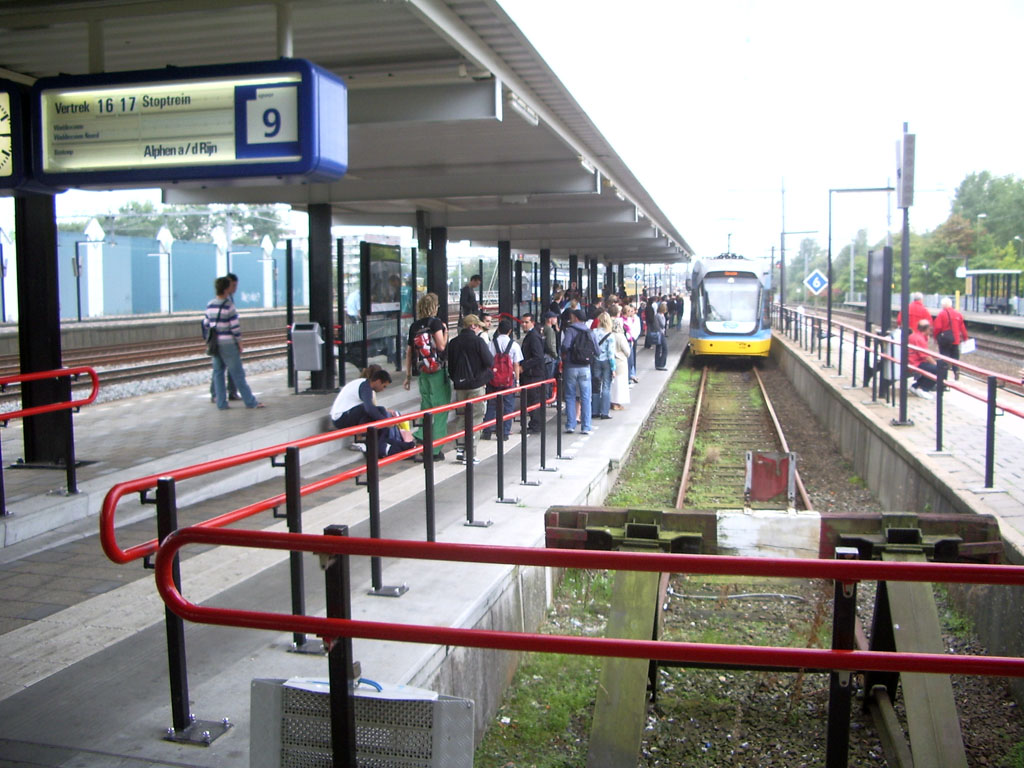
Het zakspoor in Gouda met verlaagd perron voor de RijnGouweLijn

Van maart 2003 tot december 2009 is met lightrail-materieel gereden op bestaand spoor tussen Gouda en Alphen aan den Rijn; tot 2006 werd een proef uitgevoerd, daarna werd de inzet van het materieel verlengd tot 2009. In die periode werd de NS-dienstregeling op dit traject grotendeels uitgevoerd door lightrail-voertuigen. Deze waren van het type Flexity Swift A32 van Bombardier, een model dat wordt ingezet in de omgeving van de Zweedse hoofdstad Stockholm. De kleurstelling (wit met blauw) van dit materieel werd met gele bestickering aangepast, zodat deze enigszins leek op de kleurstelling van de sprintertreinstellen van NS. In 2006 publiceerde de provincie het eindrapport over deze light-railproef. Op 13 december 2009 werd de inzet van dit materieel beëindigd. Nadien reden er NS-Sprinters op de lijn.

### Lagere perrons
Voor deze proef werd in 2002 het perron langs het zakspoor (spoor 9) in Gouda verlaagd en zijn er bij station Waddinxveen aan de zijkanten van het station houten perrons aangelegd. Bij Waddinxveen Noord is het bestaande perron verlengd met een laag houten perron. In station Boskoop heeft men het middenperron flink verlengd; dit is het enige betonnen perron naast het perron van Gouda. In Alphen aan den Rijn is ten slotte een nieuwe perron 4LR van hout aangelegd langs het oude goederenspoor. Dit was door middel van een hek tussen de twee sporen gescheiden van spoor 3 vanwege de veiligheid, dit om te voorkomen dat reizigers via het spoor overstaken. De deur van de bestuurderscabine die direct naar buiten leidt bevond zich in Alphen aan den Rijn namelijk niet aan de perronzijde.
Over deze lijn reden in de periode 2003-09 in de spits ook nog gewone treinen. Omdat treinen breder zijn dan de A32-trams, en dus bij het passeren van de lage perrons iets over deze perrons uitsteken, zijn er op de lage perrons extra waarschuwingsstrepen aangebracht.

### Storingen
De exploitatie werd vooral in het begin gekenmerkt door veel seinstoringen, veroorzaakt door slecht functionerende assentellers. In de loop van 2004 werden maatregelen genomen en daalden de cijfers tot vrijwel normale normen. De storingen hadden niets te maken met lightrail op zich. Door de lagere maximumsnelheid van de rijtuigen (80 km/u, terwijl de baanvaksnelheid 100 km/u is) was de dienstregeling op papier al krap. In de praktijk werd een hoge aankomstpunctualiteit gerealiseerd, vooral in Alphen. Dit betekent echter niet dat aansluitingen met de trein naar Leiden en omgekeerd werden gehaald. Al snel kreeg de RGL een slechte reputatie vanwege het niet aansluiten van de dienstregeling. Het aantal reizigers per dag, ca. 5000, is gedurende de periode 2003-2009 dan ook niet gestegen, ondanks een grote stijging op vele andere railtrajecten in de Randstad. Het aantal van zes lightrail-voertuigen voor de proef bleek uiteindelijk onvoldoende, ook vanwege de grote hoeveelheid problemen waarmee ze kampten. De trams werden op een gegeven moment uit noodzaak tijdelijk vervangen door Plan V-treinstellen (het materieel dat voor de lightrail-proef de dienst uitvoerde).

### Einde van de proef
Uit de proef kan geconcludeerd worden dat het combineren van lightrail en treinen op het Nederlandse hoofdspoor geen onoverkomelijke technische en veiligheidsproblemen oplevert.
In augustus 2009 werd bekendgemaakt dat de beoogde voorloper van de RijnGouweLijn op het traject Gouda - Alphen per 13 december 2009 zou verdwijnen omdat alleen met Sprinters van NS de dienstregeling viel te verbeteren. Er kwamen meer doorgaande treinen Gouda - Leiden Centraal, waardoor de reistijd op dit traject met acht minuten afnam. De zes A32-tramstellen werden verkocht aan het openbaarvervoerbedrijf van Stockholm en in juni 2010 daarheen overgebracht. In 2009 werd voorzien dat de treindienstregeling op het traject Gouda - Alphen aan den Rijn drie jaar zou duren, omdat in 2012 dit traject volgens de toenmalige plannen opnieuw door lightrailvoertuigen bereden zou worden.

## Financiering
Een continue bedreiging voor de RGL werd gevormd door de financiële problemen die uiteindelijk geleid hebben tot het niet-doorgaan ervan.
Bij de financiering van de RijnGouwelijn werd uitgegaan van twee gedeelten; west en oost. De geraamde kosten van de RijnGouwelijn-Oost waren eind 2010 369 miljoen euro. De provincie Zuid-Holland zou 144 miljoen euro bijdragen en derden in totaal 225 miljoen euro (waaronder het Rijk 148 miljoen en de betrokken gemeenten 53 miljoen). Daarmee waren de kosten voor de RijnGouwelijn Oost gedekt.
In afwachting van de besluitvorming over aanleg in fasen, werd voor de RijnGouwelijn West uitgegaan van ramingen uit eind 2009. De geraamde kosten waren toen 212 miljoen euro bij aanleg tot en met Noordwijk. De provincie Zuid-Holland zou 76 miljoen euro bijdragen, het Rijk 45 miljoen en de regio Holland Rijnland 37,5 miljoen. De rijksbijdrage van 45 miljoen is gebaseerd op een tram tot aan Noordwijk ESA Estec en vanaf daar een bus naar de Noordwijkse kust. Daarmee bestond er een tekort van 54,5 miljoen euro voor het westelijk deel van de RijnGouwelijn.
Gedeputeerde J.W. Asje van Dijk verklaarde in juni 2010 tegenover de Staten dat de provincie over onvoldoende middelen beschikte om het project te kunnen voltooien. Van de Rijksoverheid waren in tijden van crisis en bezuiniging geen extra bijdragen te verwachten. Ook de gemeenten zouden, gezien hun kritische houding tegenover het project, niet staan te springen om met extra geld over de brug te komen. De Leidse burgemeester Henri Lenferink en het regionaal samenwerkingsverband Holland Rijnland opperden in juni 2010 de tak naar Noordwijk van de RGL-West te schrappen, en het vrijkomende geld te steken in asfalt, namelijk in de RijnlandRoute, de verbindingsweg tussen de A4 en de A44.
In juli 2010 bleek dat de provincie de aanschaf van de lightrailvoertuigen en de bouw van de remise in Zoeterwoude-Rijndijk vermoedelijk zelf zou moeten bekostigen. De vervoerbedrijven zouden deze kosten, begroot op 120, respectievelijk 11 miljoen euro, niet kunnen dragen, gezien de financiële crisis en de tegenvallende prognoses van reizigersaantallen. Die zijn inmiddels bijgesteld van 78.000 tot 49.000 per dag en zelfs dat aantal werd in twijfel getrokken. In Provinciale Staten gingen toen al stemmen op het project af te blazen.
Gedeputeerde Van Dijk verwachtte echter, de aanschafkosten van de railvoertuigen via de exploitatieovereenkomst door te kunnen berekenen aan de exploitant.
In augustus 2010 stelde het provinciebestuur de beslissing over de financiering uit totdat het standpunt van het nieuwe te formeren kabinet bekend was. In april 2011 zegde verkeersminister Schultz van Haegen de regio een extra bedrag van 97 miljoen euro toe voor de oplossing van infrastructurele knelpunten. Deze extra Rijksbijdrage werd toegevoegd aan het zogenaamde gebiedsbudget van 625 miljoen euro dat aan de provincie Zuid-Holland ter beschikking werd gesteld voor realisatie van RijnlandRoute en RijnGouwelijn. Zij stelde verder voor, de RGL-West in eerste instantie aan te leggen als busbaan. Later zouden op dat traject dan alsnog rails aangelegd kunnen worden.
In het hoofdlijnenakkoord van 21 april 2011 heeft het nieuwe college van GS deze lijn overgenomen. Tevens besloot zij het oostelijk gedeelte te realiseren via bestaand spoor.

## Aanbesteding
De aanbesteding voor de exploitatie van de RGL zou verlopen volgens de procedure van concurrentiegerichte dialoog. Eerst worden daarbij de gegadigden geselecteerd op geschiktheid, bijvoorbeeld omzeteisen en vakbekwaamheid. Daarna vinden gesprekken plaats op grond van een voorlopige bieding. In de laatste stap van de aanbesteding doen de gegadigden een definitieve bieding, die door de provincie beoordeeld wordt op vooraf vastgestelde gunningscriteria. De operator koopt de tramstellen en is verantwoordelijk voor het toelatingsproces. Na toelating zal de provincie de tramstellen kopen en vervolgens aan de operator leasen.
In het programma van eisen was verder opgenomen dat de operator van de RGL de dienstregeling zo goed mogelijk zou afstemmen met het omliggende openbaar vervoer waaronder treinen, bussen en regiotaxi. Naar verwachting waren private spoorwegondernemingen als Connexxion, Veolia Transport Nederland en Arriva Personenvervoer Nederland en mogelijk ook NS in de race voor de aanbesteding. De provincie had deze gepland voor 2011, maar hij is vanzelfsprekend niet doorgegaan.

## Trivia
- Op 14 augustus 2010 reed tijdens het Bloemencorso een door de provincie gesponsorde praalwagen door Noordwijk die een RGL-tram voorstelde.